# Sedliacka Dubová
Sedliacka Dubová (em húngaro: Parasztdubova) é um município da Eslováquia, situado no distrito de Dolný Kubín, na região de Žilina. Tem 11,65 km² de área e sua população em 2018 foi estimada em 532 habitantes.

## Demografia
| Ano:        | 1994 | 2004   | 2014   | 2024   |
| ----------- | ---- | ------ | ------ | ------ |
| Broj ljudi: | 506  | 504    | 516    | 536    |
| Razlika:    |      | -0,39% | +2,38% | +3,87% |

| Ano:               | 2023 | 2024   |
| ------------------ | ---- | ------ |
| Número de pessoas: | 533  | 536    |
| Diferença:         |      | +0,56% |